# NGC 246
NGC 246 é uma nebulosa planetária na direção da constelação de Cetus. O objeto foi descoberto pelo astrônomo William Herschel em 1785, usando um telescópio refletor com abertura de 18,6 polegadas. Devido a sua moderada magnitude aparente (+10,9), é visível apenas com telescópios amadores ou com equipamentos superiores. 
Em inglês é conhecida popularmente como "Skull Nebula" (nebulosa do crânio/da caveira", em tradução livre). 